# Li Na (tennista)
Li Na (李娜S, Lǐ NàP; Wuhan, 26 febbraio 1982) è un'ex tennista cinese, nel circuito tennistico internazionale anche nota come Na Li.
È ad oggi la tennista di maggior successo del suo Paese, avendo infranto diversi record e contribuito in maniera significativa alla popolarità del tennis in Cina. Tra gli altri, è stata la prima cinese capace di vincere un titolo WTA (a Guanghzhou 2004), la prima cinese a raggiungere i quarti di finale in un torneo del Grande Slam (a Wimbledon 2006), ad entrare tra le prime venti posizioni del ranking ad agosto 2006 e tra le prime dieci grazie alla semifinale all'Australian Open 2010. Un anno dopo, nello stesso torneo, ha migliorato questo primato raggiungendo la finale, dopo aver battuto in semifinale l'allora numero uno della classifica Caroline Wozniacki in tre set. Pochi mesi dopo ha conquistato il Roland Garros superando la campionessa in carica Francesca Schiavone in una finale che è stata seguita da 116 milioni di spettatori solamente in Cina.
Vincitrice di nove titoli WTA su ventuno finali disputate, ha raggiunto il suo best ranking in singolare il 17 febbraio 2014 alla seconda posizione, poche settimane dopo aver vinto il secondo titolo Slam in carriera, l'Australian Open. Il 19 settembre dello stesso anno si è ritirata per problemi cronici al ginocchio destro all'età di trentadue anni. Nel 2019 viene onorata con l'introduzione nella International Tennis Hall of Fame, prima tennista asiatica di sempre a ricevere l'ambito riconoscimento.

## Carriera

### 1999-2003
Li Na è diventata professionista nel 1999. Nel biennio 1999-2000 ottiene numerosi successi in tornei del circuito ITF e riesce a scalare il ranking fino al numero 136. Tali prestazione consentono alla giovane cinese di prendere parte al primo torneo WTA della carriera a Tashkent. Nel 2001 anche a causa di alcuni problemi fisici disputa pochi tornei e scende al numero 303 della classifica WTA di fine anno.
Nel marzo 2002 vince il torneo ITF di Midland. Dopodiché sparisce dal circuito per due anni. Le fonti variano per quanto riguarda le cause di questa assenza, alcuni dicono 'per "ragioni di salute", altri, affermano che ha deciso di prendersi una pausa dal tennis professionistico per studiare all'università.

### 2004
Nel maggio del 2004 Li Na fa il suo ritorno sui campi da tennis. Riparte dal circuito ITF e in poco tempo riesce ad ottenere importanti successi. Grazie ai risultati ottenuti la cinese riesce a conquistare una wild-card per giocare il torneo WTA di Pechino. In questo torneo per la prima volta Li Na riesce a esprimersi ad alti livelli nel circuito maggiore battendo Antonella Serra Zanetti, Marta Domachowska e Nicole Pratt prima di essere sconfitta da Svetlana Kuznecova fresca vincitrice dello US Open.
La settimana successiva, Li Na partecipa alle qualificazioni del torneo di Guangzhou e riesce a farcela. Al primo turno batte Vera Duševina, al secondo Jelena Janković, ai quarti Kristina Brandi e in semifinale Li Ting. In finale batte Martina Suchá 6-3, 6-4 aggiudicandosi il suo primo titolo WTA, e così facendo, ha scritto il suo nome nei libri di storia come la prima donna cinese a vincere un torneo del WTA Tour.
Il 4 ottobre 2004 fa irruzione nella Top 100 WTA per la prima volta.

### 2005
Il 2005 vede Li Na abbandonare il circuito ITF e concentrarsi esclusivamente sugli eventi a livello WTA. Inizia l'anno nel mese di gennaio a Gold Coast venendo eliminata al secondo turno. La settimana successiva ottiene la semifinale a Hobart. Prende parte all'Australian Open venendo eliminata dalla russa Marija Šarapova al terzo turno dopo aver sconfitto Laura Granville e Shinobu Asagoe nei primi due turni. Ai primi di febbraio, raggiunge i quarti di finale a Hyderabad perdendo contro la russa Marija Kirilenko. Dopo aver superato le qualificazioni a Doha viene battuta da Patty Schnyder nel primo turno del tabellone principale.
A Dubai viene eliminata ancora una volta dalla svizzera Patty Schnyder al secondo turno. Dopo aver preso un mese di pausa dalle competizioni, la cinese torna a Estoril sconfiggendo Stéphanie Cohen-Aloro, Nicole Pratt, Dally Randriantefy e Dinara Safina prima di cedere in finale contro la ceca Lucie Šafářová, che ha prevalso 7–6(4), 4-6, 3-6. A maggio, a Rabat raggiunge la semifinale, ma una distorsione alla caviglia destra nel match contro Zheng Jie la costringe a stare fuori dai campi per tre mesi. Nonostante ciò ottiene la posizione nr. 33 del ranking.
Al suo ritorno a Los Angeles nel mese di agosto, cade al primo turno contro Anna Čakvetadze. La settimana successiva, però, al Canadian Open, batte ancora una volta Jelena Janković, e poi anche María Vento-Kabchi, prima di subire la sconfitta da Nadia Petrova nei quarti di finale. Il 26 settembre Li Na inizia la sua difesa del titolo di Guangzhou, ma le viene impedito l'accesso ai quarti di finale dalla futura campionessa Yan Zi. Chiude la stagione al numero 56 del ranking.

### 2006
L'inizio dell'anno appare subito complicato per la tennista cinese. Infatti, è costretta a subire in quasi tutti i tornei in cui prende parte sconfitte al primo o al secondo turno. Questi mediocri risultati la fanno scivolare indietro in classifica WTA fino al 71º posto. Nel mese di maggio perde in finale al torneo di Estoril contro la connazionale Jie Zheng. Al Roland Garros viene eliminata al terzo turno da Svetlana Kuznecova. Nel mese di giugno ottiene per la prima volta, a Wimbledon, i quarti di finale in un torneo dello Slam perdendo contro la belga Kim Clijsters. Agli US Open viene battuta al quarto turno dalla francese Mary Pierce per 4–6, 6–0 6–0.

### 2007
Li Na inizia l'anno con la partecipazione a un evento Tier III a Gold Coast, in Australia, dove raggiunge il secondo turno. La settimana dopo, gareggia a Sydney perdendo contro Kim Clijsters 1-6, 6-1, 7-5, in semifinale. Tale risultato le consente di salire al nr. 16 del seeding. Li Na agli Australian Open raggiunge il quarto turno perdendo contro Martina Hingis 4-6, 6-3, 6-0. Al Tier I Pan Pacific Open di Tokyo, in Giappone, Li avanza al secondo turno, sconfiggendo Lilia Osterloh 6-3, 6-2, prima di perdere contro Samantha Stosur 6-2, 6-4, non riuscendo a convertire ben 11 palle break.
All'importante Pacific Life Open di Indian Wells, California, Li ha un gran risultato, avanzando per le semifinali pur perdendo da Daniela Hantuchová in semifinale 7-5, 4-6, 6-1. Continua la sua buona forma al Masters di Miami, perdendo solo tre giochi nei suoi primi due incontri contro Tamira Paszek e Katarina Srebotnik, prima della vittoria sulla quarta testa di serie Kim Clijsters 4-6, 6-4, 6-2. Perde poi nei quarti di finale per mano di Anna Čakvetadze 4-6, 7-5, 6-2. Si trasferisce poi sulla terra verde di Amelia Island, dove subisce un'inaspettata uscita al secondo turno dopo avere ricevuto un bye al primo turno dall'ex top venti giocatore Karolina Šprem in tre set 6-3, 6-3. Al Family Circle Cup svoltasi a Charleston, South Carolina, cade nel terzo turno ad opera di Anabel Medina Garrigues per 6-4, 7-5.

### 2008

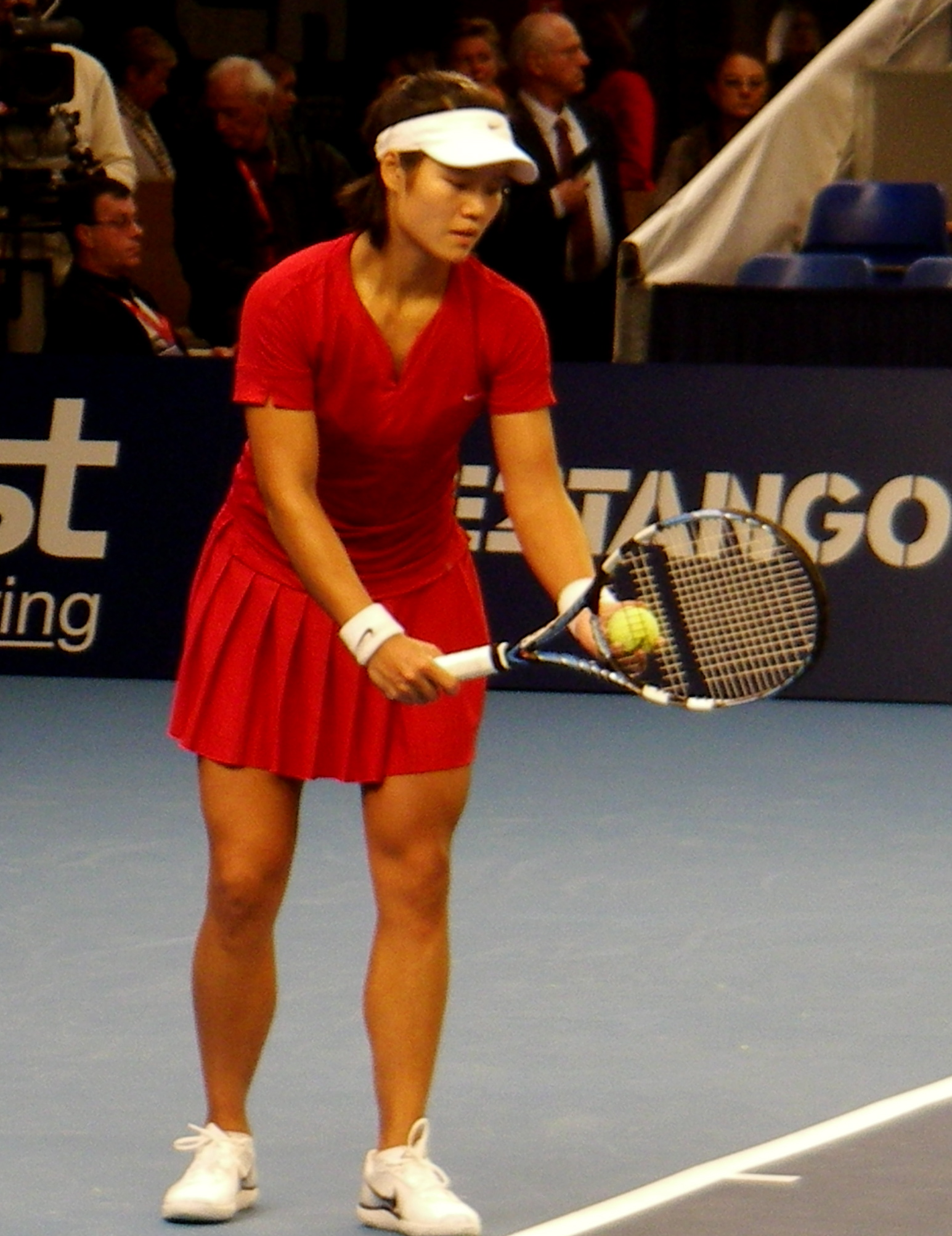
Li Na a Lussemburgo nel 2008

La cinese inizia bene l'anno vincendo il torneo di Goald Coast contro la bielorussa Viktoryja Azaranka. In seguito prende parte all'Australian Open ma, dopo avere superato i primi due turni contro Séverine Brémond e Maria Elena Camerin, perde al terzo turno contro Marta Domachowska. A febbraio partecipa al torneo di Anversa, ma in semifinale viene sconfitta dall'italiana Karin Knapp. La settimana successiva al torneo di Doha viene di nuovo eliminata in semifinale da Vera Zvonarëva.
Successivamente salta tutti i tornei fino al mese di giugno a causa di un problema fisico. Fa il suo ritorno nel circuito al torneo di Eastbourne. In tale circostanza esce al secondo turno contro la russa Nadia Petrova. Al torneo di Wimbledon viene estromessa al secondo turno dalla giovane Anastasija Pavljučenkova. Ad agosto, nell'ambito delle Olimpiadi di casa disputate a Pechino, ottiene un buon quarto posto; viene sconfitta nel match valevole la medaglia di bronzo dalla Zvonarëva in due set, anche se nel turno precedente era stata autrice di una vittoria contro Venus Williams, già pluricampionessa olimpica. Allo US Open cede a Elena Dement'eva negli ottavi di finale, mentre a Stoccarda si segnala per avere battuto l'allora numero uno del mondo Serena Williams al secondo turno. Si tratta della seconda volta in cui una tennista cinese è stata in grado di realizzare tale impresa, dopo la vittoria di Zheng Jie su Ana Ivanović a Wimbledon dello stesso anno.

### 2010: prima semifinale Slam e ingresso nella top 10
Dopo due uscite premature nei tornei preparatori all'Australian Open Li Na approda a Melbourne come sedicesima testa di serie. Superate una dopo l'altra Caroline Wozniacki e Venus Williams, rispettivamente numero 4 e 6 del seeding, si spinge fino alla prima semifinale Slam della sua carriera. In quel caso, è costretta a capitolare contro Serena Williams dopo aver giocato due tie-break combattuti. All'indomani del torneo la cinese entra di diritto a fare parte delle prime dieci tenniste al mondo; si tratta ancora una volta di un primato per una tennista cinese.
Dopo questo successo centra un nuovo risultato di rilievo solo sull'erba di Birmingham. Qui si aggiudica il terzo titolo in carriera e primo ed unico in assoluto su questa superficie, imponendosi in finale su Marija Šarapova in due comodi set. Continua il buon periodo di forma a Wimbledon dove ritrova i quarti di finale dopo quattro anni. Viene ancora una volta fermata da Serena Williams. La restante parte della stagione tennistica è avara di risultati per la cinese, salvo una semifinale centrata nel torno di casa, il China Open.

### 2011: primo titolo del Grande Slam

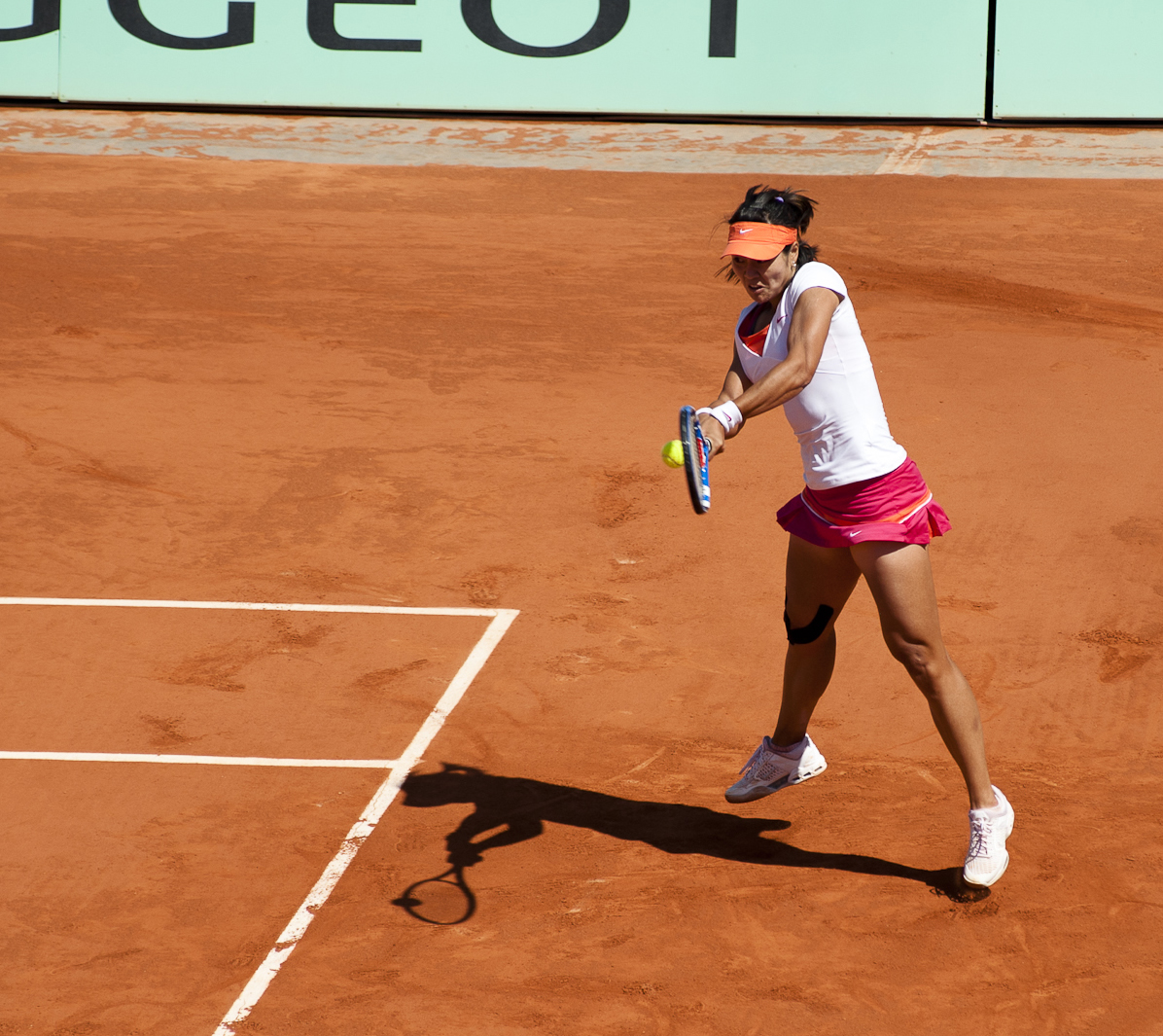
Li Na all'Open di Francia 2011

Il 2011 inizia nel migliore dei modi per Li Na, che a Sydney si aggiudica il quarto titolo in carriera avendo la meglio sulla forte belga Kim Clijsters in finale.
Continua l'ottimo periodo di forma anche a Melbourne, primo appuntamento Slam stagionale: in quest'occasione, Li Na diventa la prima tennista cinese nella storia ad accedere in una finale del Grande Slam ma è costretta a subire la rivincita della Clijsters. Precedentemente aveva battuto l'ottava testa di serie Viktoryja Azaranka negli ottavi di finale e l'allora numero uno del mondo Caroline Wozniacki in semifinale. Al termine del torneo perfeziona il suo best ranking fino alla 7ª posizione. Dopo un periodo di scarsi risultati, caratterizzato da una striscia di cinque sconfitte consecutive, ritrova la vittoria sulla terra di Madrid. Nel prestigioso torneo spagnolo si è spinta fino alla semifinale, prima di cedere alla futura campionessa Petra Kvitová. Anche a Roma disputa un ottimo torneo, sconfitta da Samantha Stosur anche qui a livello di semifinale.
La tennista cinese, forte dei recenti successi ottenuti, si presenta a Parigi accreditata della sesta testa di serie. Si spinge fino alla sua seconda finale Slam in carriera, diventando di conseguenza anche la prima tennista cinese ad aver disputato i quarti di finale di tutti i tornei di Grande Slam. Nel corso del torneo ha superato avversarie di livello come Viktoryja Azaranka, Petra Kvitová e Marija Šarapova, tutte giocatrici all'epoca collocate all'interno della top ten. Il 4 giugno, nell'ambito di una partita seguita da oltre 330 milioni telespettatori nel mondo, Li Na riesce a completare l'impresa vincendo il Roland Garros a discapito della campionessa uscente Francesca Schiavone, battuta per 6-4, 7–6(0). La vittoria del primo torneo del Grande Slam in carriera le garantisce di entrare a fare parte delle prime cinque del mondo, andando ad occupare più precisamente la quarta posizione.
Per il ritiro di Kim Clijsters partecipa al torneo di Wimbledon come terza testa di serie; dopo aver battuto Alla Kudrjavceva al primo turno, viene sconfitta al secondo dalla tedesca Sabine Lisicki con il risultato 3–6, 6–4, 8–6. Delude soa allo US Open, torneo in cui subisce una sorprendente eliminazione al primo turno per mano dell'allora numero 52 del mondo Simona Halep, che a Pechino: anche in questo viene eliminata all'esordio da un'altra tennista romena, Monica Niculescu. Riesce comunque a qualificarsi per la prima volta al torneo di fine anno. A Istanbul viene inserita nel girone con Marija Šarapova, Viktoryja Azaranka e Samantha Stosur, riuscendo a vincere solo il match contro la siberiana fallendo il proposito di qualificarsi per le semifinali. Chiude l'anno alla quinta posizione del ranking.

### 2012
Il 2012 inizia per Li Na nel miglior modo possibile. Arriva in finale a Sydney perdendo da Viktoryja Azaranka. All'Australian Open si ferma al quarto turno contro Kim Clijsters per 4-6, 7–6(4), 6-4, non sfruttando i quattro match point nel tie-break del secondo set. Si ritira al primo turno di Parigi per una lesione alla schiena e decide di non partecipare al torneo di Dubai per riabilitarsi.
Arrivano poi quattro quarti di finale. La prima ad Indian Wells, eliminata dalla tedesca Kerber in semplici set; la seconda a Miami, eliminata dalla Šarapova; la terza arriva a Stoccarda, battuta dalla giovane Agnieszka Radwańska in tre set. Infine a Madrid, eliminata dalla Azaranka. Dopo questi buoni risultati arriva in finale a Roma, perdendo da Marija Šarapova 6-4 4-6 6-7, dopo l'annullamento del match per pioggia. La cinese conduceva 6-4 4-0 e ha avuto anche un match point sul 6-5 nel terzo set.

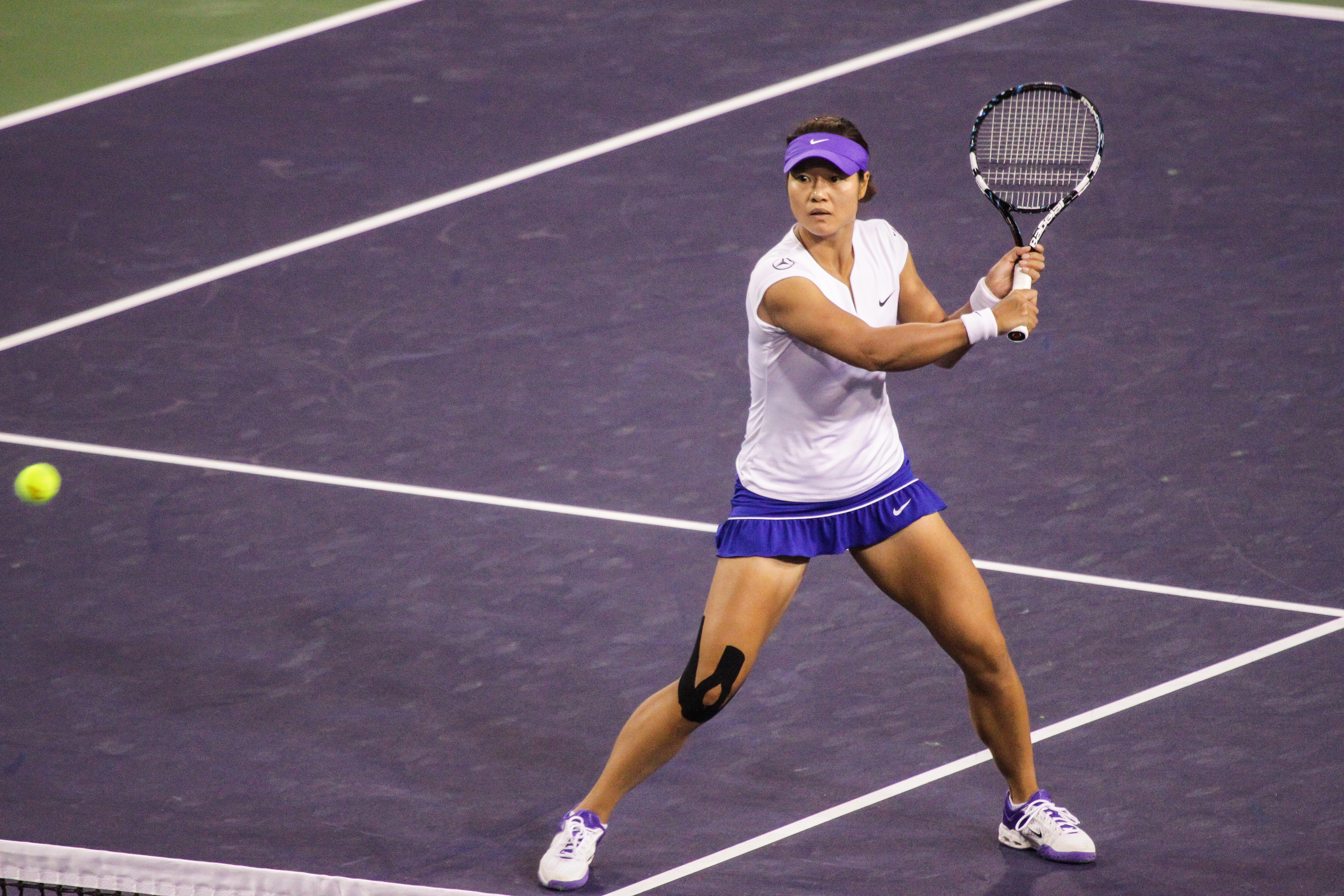
Li Na nel 2012

Con maggio arriva il Roland Garros, e Li Na deve difendere la vittoria dell'anno precedente, ma ciò non accade. Si ferma al quarto turno, eliminata dalla qualificata Jaroslava Švedova per 3-6, 6-2, 6-0. Nei tornei estivi in preparazione agli US Open ottiene ottimi risultati, nella Rogers Cup arriva fino alla finale dove si arrende a Petra Kvitová mentre al Cincinnati Open riesce a conquistare il sesto titolo in carriera superando nel match decisivo e in rimonta la tedesca Angelique Kerber.
Agli US Open batte Heather Watson e Casey Dellacqua prima di essere eliminata al terzo turno con il punteggio di 6-4, 6(7)–7, 6-2 dalla diciottenne inglese Laura Robson, numero 89 del mondo. Amaro si rivela anche il torneo di Tokyo, nel quale perde al terzo turno per 4-6, 6-3, 6-4 da Caroline Wozniacki. Ai China Open di Pechino, passando per una vittoria al terzo turno in due ore e 28 minuti contro la connazionale Peng Shuai, si arrende in semifinale 6-4, 6-0 a Marija Šarapova. Con questo risultato, però, diventa l'ottava giocatrice a qualificarsi per i WTA Tour Championships di Istanbul. In quello che è l'ultimo torneo dell'anno solare Li Na non riesce a raggiungere le semifinali, chiudendo con una vittoria, contro Angelique Kerber, e due sconfitte, contro Serena Williams e Viktoryja Azaranka. Termina la stagione alla posizione numero 7 del ranking mondiale.

### 2013: finalista a Melbourne e al Master di fine anno
A Shenzhen, nel primo torneo del WTA Tour 2013, Li Na vince il titolo (il settimo della sua carriera), battendo Mandy Minella, Julia Cohen, Bojana Jovanovski, Peng Shuai e, in finale, Klára Zakopalová, 6-3, 1-6, 7-5 dopo oltre due ore di gioco. A Sydney, invece, la cinese perde 6-3, 6-4 in semifinale da Agnieszka Radwańska, poi vincitrice del torneo. Entra nel tabellone degli Australian Open come testa di serie numero 6 e raggiunge la finale senza perdere neanche un set, sconfiggendo una dopo l'altra Sesil Karatančeva, Vol'ha Havarcova, Sorana Cîrstea, Julia Görges e le quotatissime Agnieszka Radwańska e Marija Šarapova, rispettivamente numero 4 e numero 2 del mondo. In una sfortunata finale, nella quale è costretta a chiamare per ben due volte il medical timeout (complici due cadute nelle quali riporta problemi alle caviglie e alla testa), cede 4-6, 6-4, 6-3 alla numero 1 del mondo Viktoryja Azaranka. A marzo gioca il Premier Mandatory di Miami, torneo in cui viene eliminata ai quarti di finale con il punteggio di 6-3 7–6(5) dalla futura vincitrice Serena Williams.

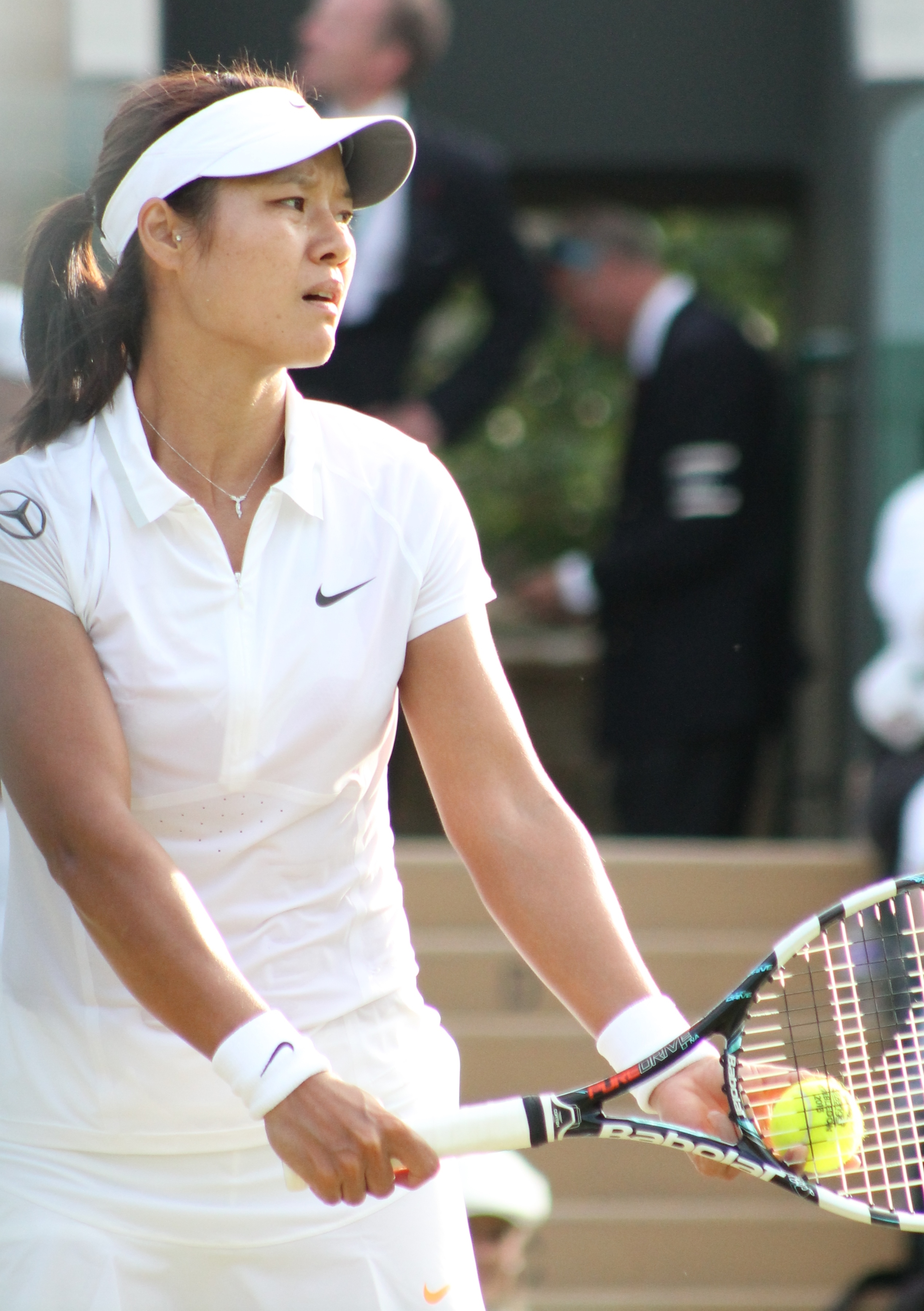
Na Li a Wimbledon 2013

Sulla terra rossa di Stoccarda arriva in finale ma perde 6-4, 6-3 da Marija Šarapova. A Madrid viene battuta al primo turno dalla lucky loser Madison Keys con il punteggio di 6-3 6-2. Agli Internazionali di Roma non va oltre il terzo turno, sconfitta 7–6(2) 7-5 da Jelena Janković. Anche al Roland Garros Li Na non riesce a esprimere il suo tennis migliore: dopo aver superato Anabel Medina Garrigues, viene eliminata a sorpresa al secondo turno da Bethanie Mattek-Sands, numero 67 del mondo, con il punteggio di 5-7, 6-3, 6-2.
A Eastbourne la cinese fa il suo esordio stagionale sull'erba e arriva fino ai quarti di finale, dove perde 7–6(4) 6-3 dalla russa Elena Vesnina, poi vincitrice del torneo. A Wimbledon batte Michaëlla Krajicek, Simona Halep, Klára Zakopalová (8-6 al terzo set) e Roberta Vinci ma ai quarti di finale cede 7–6(5) 4-6 6-2 ad Agnieszka Radwańska in due ore e 47 minuti. Il primo torneo delle US Open Series al quale Li Na prende parte è la Rogers Cup di Toronto. Nel Premier canadese viene sconfitta in semifinale 6-1 7–6(5) dalla rumena Sorana Cîrstea.
Anche a Cincinnati il cammino della cinese si interrompe in semifinale; qui è la numero 1 del mondo Serena Williams a estrometterla dal torneo con un duplice 7-5. Agli US Open Li Na è iscritta come numero 5 del seeding e sfruttando il suo buon momento di forma supera Vol'ha Havarcova, Sofia Arvidsson, Laura Robson e Jelena Janković senza cedere neanche un set. Ai quarti di finale un'ostica Ekaterina Makarova impegna la cinese in un match lungo 2 ore e 20 minuti prima di capitolare. In semifinale Li Na trova la detentrice del titolo e futura vincitrice del torneo Serena Williams che la batte per la nona volta in carriera su dieci confronti diretti aggiudicandosi l'incontro con estrema facilità per 6-0 6-3.
Nonostante la brutta sconfitta quella di quest'anno diventa la migliore prestazione della cinese nello Slam newyorkese visto che nelle sue precedenti sette partecipazioni non era mai riuscita a superare i quarti di finale. Inoltre nella Grande Mela le viene conferito il premio US Open Sportsmanship Award da una giuria presieduta dall'ex tennista Todd Martin. Si tratta di un riconoscimento assegnato annualmente alle giocatrici e ai giocatori professionisti di tennis che più di altri dimostrano la propria sportività durante le US Open Series e gli US Open. Nel Master di fine stagione vince tutti i match del round robin e in semifinale sconfigge nettamente Petra Kvitová. Nell'incontro decisivo deve tuttavia arrendersi nuovamente a Serena Williams, dopo essere riuscita a vincere il primo set per 6-2.

### 2014: vittoria all'Australian Open, best ranking e ritiro
A inizio 2014 Li Na si riconferma campionessa in patria, a Shenzhen, dove ha la meglio in finale della connazionale Shuai Peng per 6-4, 7-5. L'anno prosegue al meglio per la cinese che partecipa al primo Grande Slam della stagione, l'Australian Open, arrivando in finale. Nel suo percorso non ha incontrato avversarie all'interno delle prime venti posizioni del ranking mondiale, ma è stata chiamata ad annullare un match point nel match di terzo turno contro la ceca Lucie Šafářová. Nel match decisivo supera la slovacca Dominika Cibulková per 7–6(3), 6-0, vincendo così il suo secondo Slam in carriera dopo il Roland Garros 2011.

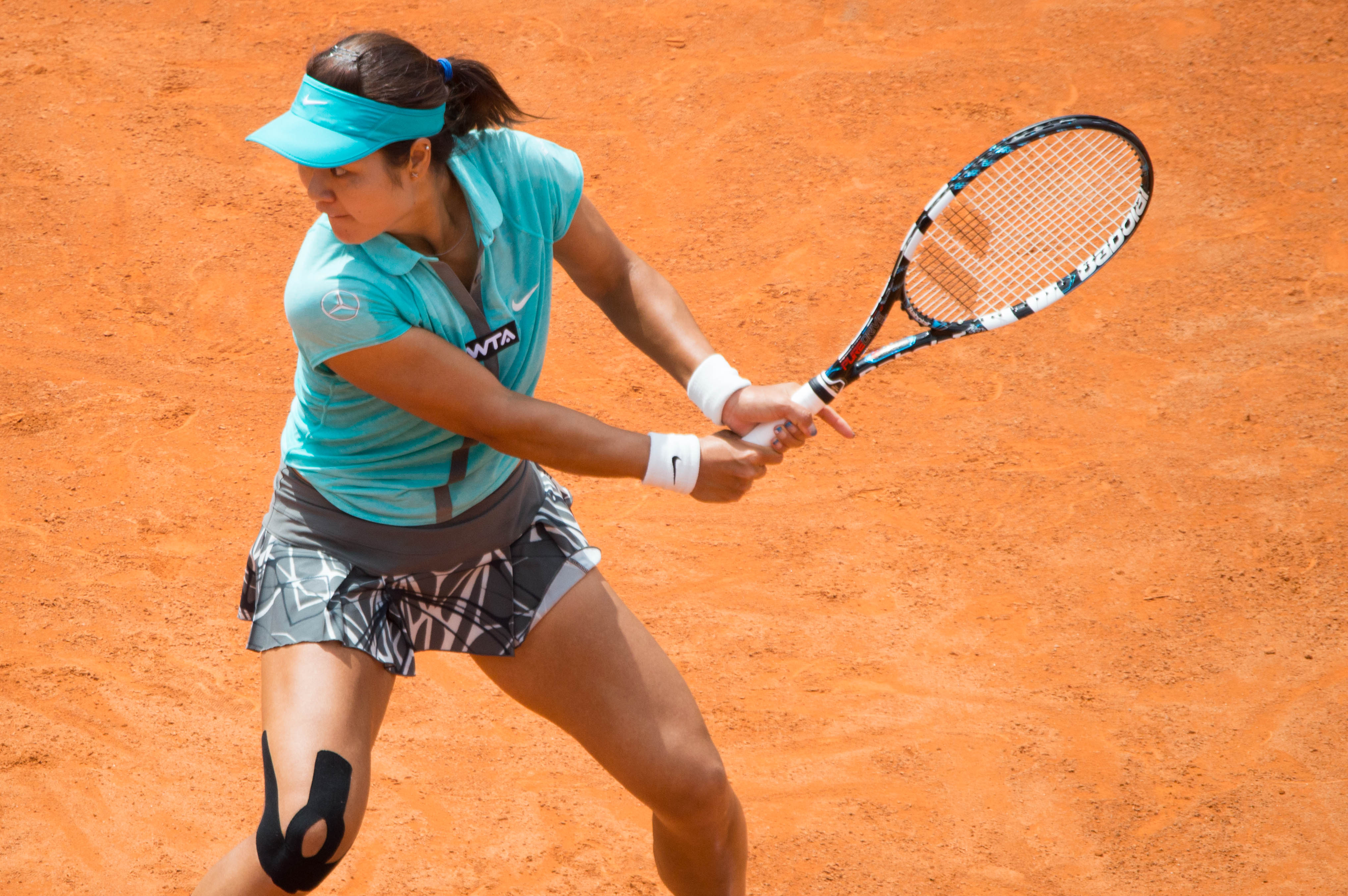
Na Li nel 2014

Li Na, chiusa la parentesi Australian Open, va a Doha per la prima volta dal 2011. Le viene assegnata la testa di serie numero uno viste le assenze di Serena Williams e Viktoryja Azarenka ma viene a sorpresa eliminata nel terzo turno dalla emergente ceca Petra Cetkovská per 6(2)–7, 6-2, 4-6. A marzo gioca i due tornei Premier Mandatory statunitensi: ad Indian Wells viene eliminata in semifinale dalla futura campionessa Flavia Pennetta, mentre a Miami si spinge fino alla finale dove è Serena Williams ad avere la meglio in due set. Al torneo di Madrid è sconfitta ai quarti di finale dalla futura vincitrice del torneo Marija Šarapova. Successivamente partecipa agli Internazionali d'Italia, dove viene sconfitta ai quarti di finale dall'italiana Sara Errani in tre set con il punteggio di 6-3, 4-6, 6-2. All'Open di Francia viene invece clamorosamente eliminata al primo turno dalla giovane promessa francese Kristina Mladenovic. Delude le aspettative anche al torneo di Wimbledon, dove viene sconfitta al terzo turno dalla ceca Barbora Záhlavová-Strýcová con un doppio 7–6(5).
In seguito a un infortunio al ginocchio destro, è costretta a saltare tutta la stagione sul cemento americano, US Open compreso. Non riuscendo a difendere i punti accumulati l'anno precedente, Li Na scende al sesto posto del ranking WTA.
Sempre a causa del cronico infortunio al ginocchio decide di abbandonare il mondo del tennis, annunciando il ritiro il 19 settembre. Stacey Allaster, amministratrice delegata della WTA, ha commentato l'addio alle competizioni della tennista cinese dicendo che «è difficile essere un nome noto in un Paese con 1.4 miliardi di abitanti, ma è ciò che Li è. La ringrazio per tutto quello che è riuscita a raggiungere e per tutto quello che ha contribuito a creare, la sua eredità è immensa e non ho alcun dubbio che i suoi contributi alla WTA saranno visti per decenni in Cina, in Asia e nel resto del mondo. Le auguro il meglio per questo nuovo capitolo della sua vita». Diverse tenniste hanno ricordato la carriera della cinese su Twitter, tra cui le ex numero uno del mondo Caroline Wozniacki, Viktoryja Azaranka, Ana Ivanović, Kim Clijsters e Serena Williams.

## Caratteristiche tecniche
Li Na era una giocatrice da fondo campo aggressiva. Era molto rapida, dotata di ottimi riflessi, grazie ai quali riusciva a eseguire potenti colpi da fondo campo molto precisi e profondi. Il suo colpo preferito era il dritto incrociato, con cui riusciva a colpire con precisione e ritmo, anche se il suo rovescio è ritenuto il suo colpo più affidabile e imprevedibile. Spesso, infatti, riusciva a mandare la palla nei pressi della linea, rendendo così il recupero per l'avversaria molto difficoltoso. Il suo servizio era debole se paragonato alle altre top player, ma comunque molto preciso. Sotto pressione, però, tendeva a commettere diversi doppi falli. Essendo stata anche una giocatrice di doppio, possedeva un buon tocco e non era raro che si approciasse alla rete per concludere uno scambio.
Gli errori non forzati sono stati il punto debole della sua carriera. Non riusciva, infatti, a mantenere un ritmo per tutto lo scambio e per questo era solita commettere numerosi errori gratuiti durante gli incontri. Possedeva, inoltre, una varietà di colpi molto limitata. Non eccelleva neppure a livello psicologico. Sotto la guida di Carlos Rodríguez è riuscita, però, a variare di più il suo gioco e a incrementare la sua sicurezza durante i match.

## Statistiche

### Singolare

#### Vittorie (9)
| Legenda: Prima del 2009 | Legenda: Dal 2009     |
| ----------------------- | --------------------- |
| Grande Slam (2)         |                       |
| Ori Olimpici (0)        |                       |
| WTA Finals (0)          |                       |
| Tier I (0)              | Premier Mandatory (0) |
| Tier II (0)             | Premier 5 (1)         |
| Tier III (2)            | Premier (1)           |
| Tier IV (0)             | International (3)     |

| No. | Data            | Torneo                                       | Superficie  | Avversaria in finale | Punteggio     |
| 1.  | 3 ottobre 2004  | Guangzhou International Women's Open, Canton | Cemento     | Martina Suchá        | 6–3, 6–4      |
| 2.  | 5 gennaio 2008  | South Australian Open, Gold Coast            | Cemento     | Viktoryja Azaranka   | 4–6, 6–3, 6–4 |
| 3.  | 13 giugno 2010  | AEGON Classic, Birmingham                    | Erba        | Marija Šarapova      | 7-5, 6-1      |
| 4.  | 14 gennaio 2011 | Medibank International, Sydney               | Cemento     | Kim Clijsters        | 7–6(3), 6–3   |
| 5.  | 4 giugno 2011   | Open di Francia, Parigi                      | Terra rossa | Francesca Schiavone  | 6-4, 7-6(0)   |
| 6.  | 19 agosto 2012  | Cincinnati Open, Cincinnati                  | Cemento     | Angelique Kerber     | 1-6, 6-3, 6-1 |
| 7.  | 5 gennaio 2013  | Shenzhen Open, Shenzhen                      | Cemento     | Klára Zakopalová     | 6–3, 1–6, 7–5 |
| 8.  | 4 gennaio 2014  | Shenzhen Open, Shenzhen (2)                  | Cemento     | Peng Shuai           | 6-4, 7-5      |
| 9.  | 25 gennaio 2014 | Australian Open, Melbourne                   | Cemento     | Dominika Cibulková   | 7-6(3), 6-0   |

#### Sconfitte (12)
| Legenda: Prima del 2009 | Legenda: Dal 2009     |
| ----------------------- | --------------------- |
| Grande Slam (2)         |                       |
| Argenti Olimpici (0)    |                       |
| WTA Finals (1)          |                       |
| Tier I (0)              | Premier Mandatory (1) |
| Tier II (0)             | Premier 5 (2)         |
| Tier III (0)            | Premier (2)           |
| Tier IV (2)             | International (2)     |

| No. | Data            | Torneo                               | Superficie      | Avversaria in finale | Punteggio        |
| 1.  | 1º maggio 2005  | Estoril Open, Oeiras                 | Terra rossa     | Lucie Šafářová       | 7(4)-6, 4-6, 3-6 |
| 2.  | 7 maggio 2006   | Estoril Open, Oeiras (2)             | Terra rossa     | Jie Zheng            | 7(5)-6, 5-7, r.  |
|     | 16 agosto 2008  | 4º posto ai Giochi olimpici, Pechino | Cemento         | Vera Zvonarëva       | 0-6, 5-7         |
| 3.  | 8 marzo 2009    | Monterrey Open, Monterrey            | Cemento         | Marion Bartoli       | 4-6, 3-6         |
| 4.  | 14 giugno 2009  | AEGON Classic, Birmingham            | Erba            | Magdaléna Rybáriková | 0-6, 6(2)-7      |
| 5.  | 28 gennaio 2011 | Australian Open, Melbourne           | Cemento         | Kim Clijsters        | 6-3, 3-6, 3-6    |
| 6.  | 13 gennaio 2012 | Medibank International, Sydney       | Cemento         | Viktoryja Azaranka   | 2-6, 6-1, 3-6    |
| 7.  | 20 maggio 2012  | Internazionali d'Italia, Roma        | Terra rossa     | Marija Šarapova      | 6-4, 4-6, 6(5)-7 |
| 8.  | 13 agosto 2012  | Rogers Cup, Montréal                 | Cemento         | Petra Kvitová        | 5-7, 6-2, 3-6    |
| 9.  | 26 gennaio 2013 | Australian Open, Melbourne (2)       | Cemento         | Viktoryja Azaranka   | 6-4, 4-6, 3-6    |
| 10. | 28 aprile 2013  | Porsche Tennis Grand Prix, Stoccarda | Terra rossa (i) | Marija Šarapova      | 4-6, 3-6         |
| 11. | 27 ottobre 2013 | WTA Tour Championships, Istanbul     | Cemento (i)     | Serena Williams      | 6-2, 3-6, 0-6    |
| 12. | 29 marzo 2014   | Sony Open, Miami                     | Cemento         | Serena Williams      | 5-7, 1-6         |

### Doppio

#### Vittorie (2)
| Legenda:        |
| --------------- |
| Grande Slam (0) |
| WTA Finals (0)  |
| Tier I (0)      |
| Tier II (0)     |
| Tier III (1)    |
| Tier IV & V (1) |

| No. | Data              | Torneo                  | Superficie | Compagna        | Avversarie in finale                | Punteggio     |
| 1.  | 17 settembre 2000 | Tashkent Open, Tashkent | Cemento    | Li Ting         | Iroda Tulyaganova Anna Zaporožanova | 3-6, 6-2, 6-4 |
| 2.  | 18 giugno 2006    | DFS Classic, Birmingham | Erba       | Jelena Janković | Jill Craybas Liezel Huber           | 6–2, 6–4      |

## Risultati in progressione
| Sigla | Risultato               |
| ----- | ----------------------- |
| V     | Vincitore               |
| F     | Finalista               |
| SF    | Semifinalista           |
| O     | Oro olimpico            |
| A     | Argento olimpico        |
| SF    | Bronzo olimpico         |
| QF    | Quarti di Finale        |
| 4T    | Quarto turno            |
| 3T    | Terzo turno             |
| 2T    | Secondo turno           |
| 1T    | Primo turno             |
| RR    | Round Robin             |
| LQ    | Turno di qualificazione |
| A     | Assente                 |
| ND    | Non disputato           |

| Legenda superfici    |
| -------------------- |
| Cemento              |
| Terra battuta        |
| Erba                 |
| Superficie variabile |

### Singolare
| Tornei del Grande Slam    |                 |                 |                 |                 |                 |                 |                 |                 |                 |               |            |            |            |             |             |
| Australian Open           | A               | LQ              | A               | 3T              | 1T              | 4T              | 3T              | A               | SF              | F             | 4T         | F          | V          | 1 / 9       | 34–8        |
| Open di Francia           | Assente         | Assente         | Assente         | Assente         | 3T              | 3T              | A               | 4T              | 3T              | V             | 4T         | 2T         | 1T         | 1 / 8       | 20–7        |
| Wimbledon                 | A               | LQ              | Assente         | Assente         | QF              | A               | 2T              | 3T              | QF              | 2T            | 2T         | QF         | 3T         | 0 / 8       | 19–8        |
| US Open                   | LQ              | Assente         | Assente         | 1T              | 4T              | A               | 4T              | QF              | 1T              | 1T            | 3T         | SF         | A          | 0 / 8       | 17–8        |
| Vittorie-sconfitte        | 0–0             | 0–0             | 0–0             | 2–2             | 9–4             | 5–2             | 6–3             | 9–3             | 11–4            | 14–3          | 9–4        | 16–4       | 9–2        | 2 / 33      | 90–31       |
| Giochi Olimpici           |                 |                 |                 |                 |                 |                 |                 |                 |                 |               |            |            |            |             |             |
| Giochi olimpici estivi    | 1T              | ND              | A               | Non disputato   | Non disputato   | Non disputato   | 4º              | Non disputato   | Non disputato   | Non disputato | 1T         | ND         | ND         | 0 / 3       | 4–4         |
| Torneo di fine anno       |                 |                 |                 |                 |                 |                 |                 |                 |                 |               |            |            |            |             |             |
| WTA Tour Championships    | Non qualificata | Non qualificata | Non qualificata | Non qualificata | Non qualificata | Non qualificata | Non qualificata | Non qualificata | Non qualificata | RR            | RR         | F          | A          | 0 / 3       | 6–5         |
| WTA Premier Mandatory     |                 |                 |                 |                 |                 |                 |                 |                 |                 |               |            |            |            |             |             |
| Indian Wells              | Assente         | Assente         | Assente         | Assente         | 4T              | SF              | A               | 4T              | 2T              | 2T            | QF         | A          | SF         | 0 / 7       | 17–7        |
| Miami                     | Assente         | Assente         | Assente         | Assente         | 2T              | QF              | A               | QF              | 2T              | 2T            | QF         | QF         | F          | 0 / 8       | 19–8        |
| Madrid                    | Non disputato   | Non disputato   | Non disputato   | Non disputato   | Non disputato   | Non disputato   | Non disputato   | 2T              | QF              | SF            | QF         | 1T         | QF         | 0 / 6       | 14–6        |
| Pechino                   | Non Tier I      | Non Tier I      | Non Tier I      | Non Tier I      | Non Tier I      | Non Tier I      | Non Tier I      | 3T              | SF              | 1T            | SF         | QF         | A          | 0 / 5       | 12–5        |
| WTA Premier 5             |                 |                 |                 |                 |                 |                 |                 |                 |                 |               |            |            |            |             |             |
| Doha / Dubai[1]           | ND              | Non Tier I      | Non Tier I      | Non Tier I      | Non Tier I      | Non Tier I      | SF              | 1T              | QF              | 2T            | Assente    | Assente    | 3T         | 0 / 5       | 7–5         |
| Roma                      | Assente         | Assente         | Assente         | Assente         | Assente         | Assente         | Assente         | 1T              | A               | SF            | F          | 3T         | QF         | 0 / 4       | 8–4         |
| Montrèal / Toronto        | Assente         | Assente         | Assente         | 3T              | 1T              | Assente         | Assente         | Assente         | 3T              | 3T            | F          | SF         | A          | 0 / 6       | 10–6        |
| Cincinnati                | Non disputato   | Non disputato   | Non Tier I      | Non Tier I      | Non Tier I      | Non Tier I      | Non Tier I      | A               | 3T              | 3T            | V          | SF         | A          | 1 / 4       | 9–3         |
| Tokyo / Wuhan[2]          | Assente         | Assente         | Assente         | Assente         | Assente         | 2T              | 1T              | SF              | Assente         | Assente       | 3T         | Assente    | Assente    | 0 / 4       | 6–4         |
| Tier I prima del 2009     |                 |                 |                 |                 |                 |                 |                 |                 |                 |               |            |            |            |             |             |
| Charleston                | Assente         | Assente         | Assente         | Assente         | Assente         | 3T              | A               | Non Tier I      | Non Tier I      | Non Tier I    | Non Tier I | Non Tier I | Non Tier I | 0 / 1       | 1–1         |
| Berlino                   | Assente         | Assente         | Assente         | Assente         | SF              | 2T              | A               | Non Tier I      | Non Tier I      | Non Tier I    | Non Tier I | Non Tier I | Non Tier I | 0 / 2       | 5–2         |
| Mosca                     | Assente         | Assente         | Assente         | Assente         | 1T              | A               | 1T              | Non Tier I      | Non Tier I      | Non Tier I    | Non Tier I | Non Tier I | Non Tier I | 0 / 2       | 0–2         |
| Carriera                  |                 |                 |                 |                 |                 |                 |                 |                 |                 |               |            |            |            |             |             |
| Tornei giocati            | 3               | 1               | 2               | 14              | 22              | 13              | 15              | 17              | 21              | 18            | 16         | 15         | 9          | 166         | 166         |
| Titoli vinti              | 0               | 0               | 1               | 0               | 0               | 0               | 1               | 0               | 1               | 2             | 1          | 1          | 2          | 9           | 9           |
| Finali raggiunte          | 0               | 0               | 1               | 1               | 1               | 0               | 1               | 2               | 1               | 3             | 4          | 4          | 3          | 21          | 21          |
| Vittorie-sconfitte totali | 1–3             | 0–1             | 6–1             | 23–14           | 40–21           | 23–13           | 29–15           | 35–16           | 36–20           | 32–17         | 42–17      | 44–14      | 28–7       | 503–188     | 503–188     |
| Percentuale vittorie      | 25%             | 0%              | 86%             | 62%             | 66%             | 64%             | 66%             | 69%             | 64%             | 65%           | 74%        | 76%        | 80%        | 73%         | 73%         |
| Ranking di fine anno      | 134             | 303             | 80              | 57              | 21              | 29              | 23              | 15              | 11              | 5             | 7          | 3          | 9          | $16.709.074 | $16.709.074 |

Note
- 1 Il Dubai Tennis Championships e il Qatar Ladies Open di Doha si scambiano frequentemente lo status tra evento Premier ed evento Premier 5.
- 2 Nel 2014 il Toray Pan Pacific Open ha cambiato lo status in evento Premier ed è stato sostituito dal Wuhan Open come evento Premier 5.

## Vittorie contro giocatrici Top 10
| Stagione | 2006 | 2007 | 2008 | 2009 | 2010 | 2011 | 2012 | 2013 | Totale |
| Vittorie | 2    | 4    | 5    | 3    | 5    | 8    | 7    | 8    | 42     |

| #    | Giocatrice              | Ranking | Evento                           | Superficie      | Turno | Punteggio           | Rank. NLR |
| ---- | ----------------------- | ------- | -------------------------------- | --------------- | ----- | ------------------- | --------- |
| 2006 |                         |         |                                  |                 |       |                     |           |
| 1.   | Patty Schnyder          | 9       | German Open, Berlino             | Terra rossa     | QF    | 2-6, 7-6(3), 7-6(1) | 61        |
| 2.   | Svetlana Kuznecova (1)  | 6       | Torneo di Wimbledon, Londra      | Erba            | 3T    | 3-6, 6-2, 6-3       | 30        |
| 2007 |                         |         |                                  |                 |       |                     |           |
| 3.   | Elena Dement'eva        | 8       | Sydney International, Sydney     | Cemento         | 2T    | 3-6, 6-1, 7-5       | 21        |
| 4.   | Dinara Safina           | 10      | Australian Open, Melbourne       | Cemento         | 3T    | 6-2, 6-2            | 16        |
| 5.   | Jelena Janković (1)     | 9       | Indian Wells Open, Indian Wells  | Cemento         | 4T    | 6-3, 7-6(1)         | 17        |
| 6.   | Kim Clijsters (1)       | 5       | Miami Open, Miami                | Cemento         | 4T    | 4-6, 6-4, 6-2       | 17        |
| 2008 |                         |         |                                  |                 |       |                     |           |
| 7.   | Anna Čakvetadze         | 6       | Qatar Ladies Open, Doha          | Cemento         | 2T    | 7-6(7), 6-4         | 29        |
| 8.   | Jelena Janković (2)     | 4       | Qatar Ladies Open, Doha          | Cemento         | QF    | 6-3, 6-4            | 29        |
| 9.   | Svetlana Kuznecova (2)  | 3       | Giochi Olimpici, Pechino         | Cemento         | 1T    | 7-6(5), 6-4         | 42        |
| 10.  | Venus Williams (1)      | 8       | Giochi Olimpici, Pechino         | Cemento         | QF    | 7-5, 7-5            | 42        |
| 11.  | Serena Williams         | 1       | Stuttgart Open, Stoccarda        | Cemento (i)     | 2T    | 0-6, 6-1, 6-4       | 30        |
| 2009 |                         |         |                                  |                 |       |                     |           |
| 12.  | Agnieszka Radwańska (1) | 10      | Monterrey Open, Monterrey        | Cemento         | 1T    | 7-6(5), 4-6, 6-0    | 53        |
| 13.  | Vera Zvonarëva          | 5       | Miami Open, Miami                | Cemento         | 3T    | 6-4, 3-6, 6-2       | 40        |
| 14.  | Viktoryja Azaranka (1)  | 9       | Pan Pacific Open, Tokyo          | Cemento         | QF    | 7-6(7), 4-6, 7-6(4) | 16        |
| 2010 |                         |         |                                  |                 |       |                     |           |
| 15.  | Caroline Wozniacki (1)  | 4       | Sydney International, Sydney     | Cemento         | 1T    | 2-6, 6-3, 6-2       | 17        |
| 16.  | Caroline Wozniacki (2)  | 4       | Australian Open, Melbourne       | Cemento         | 4T    | 6-4, 6-3            | 17        |
| 17.  | Venus Williams (2)      | 6       | Australian Open, Melbourne       | Cemento         | QF    | 2-6, 7-6(4), 7-5    | 17        |
| 18.  | Svetlana Kuznecova (3)  | 5       | Stuttgart Open, Stoccarda        | Terra rossa (i) | 2T    | 6-3, 7-5            | 16        |
| 19.  | Agnieszka Radwańska (2) | 9       | Torneo di Wimbledon, Londra      | Erba            | 4T    | 6-3, 6-2            | 12        |
| 2011 |                         |         |                                  |                 |       |                     |           |
| 20.  | Kim Clijsters (2)       | 3       | Sydney International, Sydney     | Cemento         | F     | 7-6(3), 6-3         | 11        |
| 21.  | Viktoryja Azaranka (2)  | 9       | Australian Open, Melbourne       | Cemento         | 4T    | 6-3, 6-3            | 11        |
| 22.  | Caroline Wozniacki (3)  | 1       | Australian Open, Melbourne       | Cemento         | SF    | 3-6, 7-5, 6-3       | 11        |
| 23.  | Petra Kvitová (1)       | 9       | Open di Francia, Parigi          | Terra rossa     | 4T    | 2-6, 6-1, 6-3       | 7         |
| 24.  | Viktoryja Azaranka (3)  | 4       | Open di Francia, Parigi          | Terra rossa     | QF    | 7-5, 6-2            | 7         |
| 25.  | Marija Šarapova (1)     | 8       | Open di Francia, Parigi          | Terra rossa     | SF    | 6-4, 7-5            | 7         |
| 26.  | Francesca Schiavone     | 5       | Open di Francia, Parigi          | Terra rossa     | F     | 6-4, 7-6(0)         | 7         |
| 27.  | Marija Šarapova (2)     | 2       | WTA Tour Championships, Istanbul | Cemento (i)     | RR    | 7-6(4), 6-4         | 5         |
| 2012 |                         |         |                                  |                 |       |                     |           |
| 28.  | Petra Kvitová (2)       | 2       | Sydney International, Sydney     | Cemento         | SF    | 1-6, 7-5, 6-2       | 5         |
| 29.  | Sara Errani (1)         | 9       | Canadian Open, Montréal          | Cemento         | 3T    | 6-4, 6-2            | 11        |
| 30.  | Agnieszka Radwańska (3) | 3       | Canadian Open, Montréal          | Cemento         | QF    | 6-2, 6-1            | 11        |
| 31.  | Agnieszka Radwańska (4) | 3       | Cincinnati Open, Cincinnati      | Cemento         | QF    | 6-1, 6-1            | 9         |
| 32.  | Angelique Kerber (1)    | 7       | Cincinnati Open, Cincinnati      | Cemento         | F     | 1-6, 6-3, 6-1       | 9         |
| 33.  | Agnieszka Radwańska (5) | 3       | China Open, Pechino              | Cemento         | QF    | 6-4, 6-2            | 8         |
| 34.  | Angelique Kerber (2)    | 5       | WTA Tour Championships, Istanbul | Cemento (i)     | RR    | 6-4, 6-3            | 8         |
| 2013 |                         |         |                                  |                 |       |                     |           |
| 35.  | Agnieszka Radwańska (6) | 4       | Australian Open, Melbourne       | Cemento         | QF    | 7-5, 6-3            | 6         |
| 36.  | Marija Šarapova (3)     | 2       | Australian Open, Melbourne       | Cemento         | SF    | 6-2, 6-2            | 6         |
| 37.  | Petra Kvitová (3)       | 8       | Stuttgart Open, Stoccarda        | Terra rossa (i) | QF    | 6-3, 7-5            | 5         |
| 38.  | Angelique Kerber (3)    | 8       | Cincinnati Open, Cincinnati      | Cemento         | 3T    | 6-4, 6-4            | 5         |
| 39.  | Sara Errani (2)         | 7       | WTA Tour Championships, Istanbul | Cemento (i)     | RR    | 6-3, 7-6(5)         | 5         |
| 40.  | Jelena Janković (3)     | 8       | WTA Tour Championships, Istanbul | Cemento (i)     | RR    | 6-3, 2-6, 6-3       | 5         |
| 41.  | Viktoryja Azaranka (4)  | 2       | WTA Tour Championships, Istanbul | Cemento (i)     | RR    | 6-2, 6-1            | 5         |
| 42.  | Petra Kvitová (4)       | 6       | WTA Tour Championships, Istanbul | Cemento (i)     | SF    | 6-4, 6-2            | 5         |